# Kryscina Fiedaraszka
Kryscina Wiktarauna Fiedaraszka (błr. Крысціна Віктараўна Федарашка; ur. 16 kwietnia 1994) – białoruska zapaśniczka walcząca w stylu wolnym. Zajęła osiemnaste miejsce na mistrzostwach świata w 2018. Brązowa medalistka mistrzostw Europy w 2018. Dziewiąta na igrzyskach europejskich w 2015. Piąta w Pucharze Świata w 2018 i siódma w 2013 roku.